# Мсіда
Мсіда (Msida, часом Imsida) — портове містечко на Мальті, розташоване на захід від столиці країни Валлетти.

## Історія
Назва міста імовірно походить від арабського слова, що означає «житло рибалки». Також є версія, що назва походить від « Омм Сідней», що означає «Матір Господа нашого», оскільки у місті знаходилася каплиця Пресвятої Діви Марії.
Мсіда була заснована як рибальське селище. Незважаючи на те, що в наш час селище переважно урбанізоване, частина населення досі є рибалками.
1867 року Мсіда стала парохією. Місто було важливим поселенням, оскільки знаходилося на перетині доріг. Проте вже 1881 року з-під управління парафії було виділено нову парафію Хамрун. Пізніше територія зменшилася ще більше, після виділення парафій Санта-Венера 1918 року, Пієта 1968 року та Та Ксбієкс 1969 року. Сьогодні лише нижня частина вулиці Вілламброза нагадує колишню могутність Мсіди.
Сьогодні Мсіда — це насамперед університетське місто. Розвиток зосереджено навколо збільшення кількості студентів університету, а також появи нових галузей сфери послуг.

## Географія
Місто межує з містами Біркіркара, Гзіра, Сан Джуанн, Санта-Венера, Хамрун, Та Ксбієкс та Пієта.

Місто розташоване в зоні середземноморського клімату з жарким сухим літом та короткою прохолодною зимою.
Оскільки місто оточене пагорбами, під час дощів потоки води часто спричиняють повені.

## Муніципальний поділ
Мсіда розділена на такі райони:
- Мізрах іль-Баррієр
- Мсіда Яхт Марина
- Сватар
- Таль-Крок
- Іль-В'єд
- Та' М'єксі
- Та' Сіслей
- Та' Зіза
- Тас-Саліб
- Тат-Тіган

## Населення
Населення Мсіди раніше налічувало до 11,5 тисяч осіб, але згодом скоротилося до 6 тисяч. Наразі населення міста становить трохи більше 7600 осіб.

## Освіта
У Мсідм, у районі Таль-Крок, розташований Університет Мальти. 1968 року університет було переміщено сюди з Валлетти, а також було відкрито новий медичний факультет на базі шпиталю Св. Луки в сусідньому селі Гуардаманья (зараз факультет перенесено в новий шпиталь Матер Дей).

Тут також розташовані коледж Джованні Франческо Абела, Коледж Св. Мартіна та державний Медичний коледж.

## Медицина
У передмісті Мсіди розташований головний шпиталь країни Матер Дей. Він був офіційно відкритий у червні 2007 року прем'єр міністром Мальти Лоуренсом Гонці. Лікарня займає територію 232 000 м ² і має близько 8 000 приміщень. У шпиталі розташований медичний факультет Мальтійського університету.

## Культура
Покровителем Мсіда є св. Йосип. На честь нього щорічно в першу неділю після 16 липня влаштовується півторатижневий фестиваль. Під час фестивалю проводиться традиційна гра «Іль-Гостра».

## Пам'ятки
Парафіяльна церква Султана таль-Пачі на честь св. Йосипа і св. Дун Радза.

## Засоби масової інформації
У місті виходять дві газети: «Лейєн іль-Місідьяні», яка висвітлює міські події, та «Ід Ф'їд», що випускається парафіяльною церквою і висвітлює релігійні події та свята.

## Спорт
У національному футбольному чемпіонаті місто представлене клубом Сент-Джосеф, що наразі грає у другому дивізіоні.